# Боливийская юнга

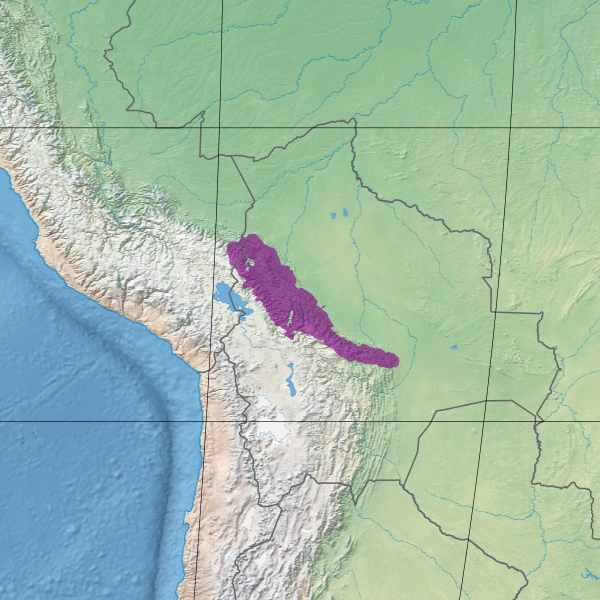
Экорегион на карте

Боливийская юнга — это тропический и субтропический влажный лесной экорегион, широко распространенный в юнгах центральной Боливии и восточной части Перу.

## Окружение
Экорегион расположен на возвышенностях от 400 до 3500 метров (1,300 — 11 500 футов) на восточных склонах Анд в Боливии. Он образует переходную зону между юго-западными влажными лесами Амазонки на северо-восток и центральную андуанскую пуну и влажную пуну на юго-восток.

## Климат
Климат в этом экорегионе варьирует от влажного тропического до тропического муссонного. Туман и дождь осаждаемые северными пассатными ветрами способствуют высокой влажности и осадкам в юнгах.

## Флора
Эпифиты обильны и включают бромелии, орхидеи и древесные папоротники (Cyathea). Бамбук Chusquea — индикаторный вид экорегиона.

## Фауна
Млекопитающие этого экорегиона включают: Очковый медведь (Tremarctos ornatus), Кошка Жоффруа (Leopardus geoffroyi), Равнинный тапир (Tapirus terrestris), Ягуар (Panthera onca), Ягуарунди (Puma yagouaroundi), Пакарана (Dinomys branickii) и карликовый мазама (Mazama chunyi).
Интересные виды птиц включают диадемовый топаколо (Scytalopus schulenbergi), green-capped танагра (Tangara meyerdeschauenseei), андский скалистый петушок (Rupicola peruvianus) и рогатый кракс (Pauxi unicornis).